# Mustapha Adib
Mustapha Adib (àrab: مصطفى أديب, Muṣṭafà Adīb) (Taroudant, 1968) és un activista dels drets humans marroquí i excapità de la Reial Força Aèria del Marroc. A la darreria de 1999, va ser detingut arbitràriament i empresonat durant treintamesos després d'haver denunciat la corrupció en l'exèrcit.

## Empresonament en 1999
Mustapha Adib era destinat a Er Rachidia i estava a càrrec del manteniment de les telecomunicacions a les Forces Aèries del Marroc. Hi va presenciar el robatori de combustible per part d'alts funcionaris de les forces armades. A final de 1998 va escriure una carta a Mohammed VI (llavors príncep hereu) on denunciava la corrupció que va veure. Va ser processat pels mateixos fets que denunciava, però va ser absolt en un primer moment. Va ser rebut més tard pel nou comandant de la Força Aèria, Ahmed Boutaleb i després d'insistir en processar els funcionaris corruptes va ser condemnat el 2000 a 30 mesos de presó.
Després de sortir de la presó, va ser assetjat en l'exèrcit i es va veure obligat a deixar l'exèrcit. Es va instal·lar a París, on va obtenir el títol d'enginyer. Des de llavors, s'ha convertit en defensor dels drets humans i opositor al règim de Mohamed VI.
El 2000 fou premiat amb el premi Integritat de Transparència Internacional.

## Incident Abdelaziz Bennani
El 18 de juny de 2014 Mustapha Adib va visitar el Val-de-Grâce, l'hospital on el general Abdelaziz Bennani estava seguint un tractament a França. Va tractar de visitar la general, però no estava autoritzat a accedir a la sala, després de la qual cosa li va deixar un ram de flors barates i un missatge, en què acusava Bennani de ser responsable criminal de la mort de milers de persones, de l'empobriment de milers de fills de soldats morts i de ser un corrupte que roba els béns de l'estat. Bennani està sumit en sospites de corrupció d'alt nivell segons diverses fonts, inclòs els cables diplomàtics filtrats dels Estats Units.
A través de l'agència de premsa oficial, Maghreb Arabe Presse, l'Estat marroquí va protestar per aquest incident i va declarar que Abdelaziz Bennani havia estat «agredit moralment» [sic], amb la complaença tàcita de les autoritats franceses. El cap d'intel·ligència externa del Marroc (DGED), Yassine Mansouri (també un company de classe de rei Mohammed VI al Collège Royal) va convocar l'ambaixador francès a Rabat per protestar.
El 20 de juny de 2014 Mustapha Adib fou posat breument sota custòdia policial per la gendarmeria francesa, pel que sembla com a resposta a protestes de les autoritats marroquines. Va ser posat en llibertat el mateix dia. Després va anunciar que demandaria Abdelaziz Bennani, el rei Mohammed VI i trenta altres funcionaris marroquins més.
L'incident es va produir en un període en què les autoritats marroquines s'havien queixat d'una sèrie d'incidents, com una demanda presentada a França contra Abdellatif Hammouchi (cap dels serveis secrets del Marroc), com a presumpte sospitós de torturar Zakaria Moumni, el que va portar al Marroc a suspendre la cooperació judicial amb França i es troba actualment en investigació per part dels jutges francesos. I una suposada citació de l'ambaixador francès davant l'ONU, en la qual descriu l'estat del Marroc com una «amant» que no s'estima però que s'ha de defensar. La cita suposadament va venir com una rèplica al·legòrica a l'actor Javier Bardem qui li va preguntar sobre la posició de França sobre el Sàhara Occidental al Consell de Seguretat.